# RCDE球场
RCDE球场（RCDE Stadium），别称科爾內利亚-埃爾普拉特球場，是一座位于西班牙加泰罗尼亚自治区巴塞罗那省的科尔内利亚和埃爾普拉特之間的多功能体育场。本球場歷時3年多耗資6000萬歐元才落成啟用，是一座全座位式現代化球場。落成啟用後，隨即於2010年6月18在都柏林頒發的 The Stadium Business Awards中獲得年度最佳新建體育場館。此場館也是西班牙人的第八個主場。

## 歷史
原本許多球迷期望俱樂部能將新的球場命名為丹尼爾·哈爾克球場以紀念他在球隊14年的貢獻，但遺憾的是俱樂部並沒有採用這個建議。在命名為科爾內利亚-埃爾普拉特球場後,揭幕戰則是在2009年8月2日迎來了利物浦,並以3-0的比分勝出。
球場的冠名權,俱樂部在2014年6月11日宣布以7年4000萬歐元的價格與Power8線上博彩集團簽約,球場將從2014-15賽季更名為Power8 Stadium直到2020-21賽季結束。2016年1月，俱乐部在Power8结束冠名后将球场更名为 RCDE球场。

## 其他活動
在2010年7月3日，體育場舉辦了美國嘻哈組合黑眼豆豆的The E.N.D世界巡迴演唱會，當天現場湧入了超過3萬名歌迷。 

## 聯賽上座人数
下表是西班牙人在西甲聯賽各賽季的上座人数統計。
| 賽季            | 總上座數 | 最高上座數 | 最低上座數 | 平均上座數 |
| --------------- | -------- | ---------- | ---------- | ---------- |
| 2009-10西甲聯賽 | 529,341  | 39,260     | 22,275     | 27,860     |
| 2010-11西甲聯賽 | 497,691  | 40,240     | 20,134     | 26,193     |
| 2011-12西甲聯賽 | 448,863  | 35,122     | 16,627     | 23,624     |
| 2012-13西甲聯賽 | 397,596  | 30,023     | 15,280     | 20,926     |
| 2013-14西甲聯賽 | 373,223  | 32,131     | 12,650     | 19,643     |
| 2014-15西甲聯賽 | 355,128  | 30,253     | 12,710     | 18,691     |
| 2015-16西甲聯賽 | 348,353  | 27,395     | 12,461     | 18,334     |
| 2016-17西甲聯賽 | 381,428  | 31,082     | 14,813     | 20,075     |
| 2017-18西甲聯賽 | 335,309  | 24,836     | 11,659     | 17,648     |

## 外部連結
- Projecte definitiu estadi de Cornellà - Official video about the new stadium（页面存档备份，存于） YouTube
- RCD Espanyol Official website
- Estadios de Espana （英文）

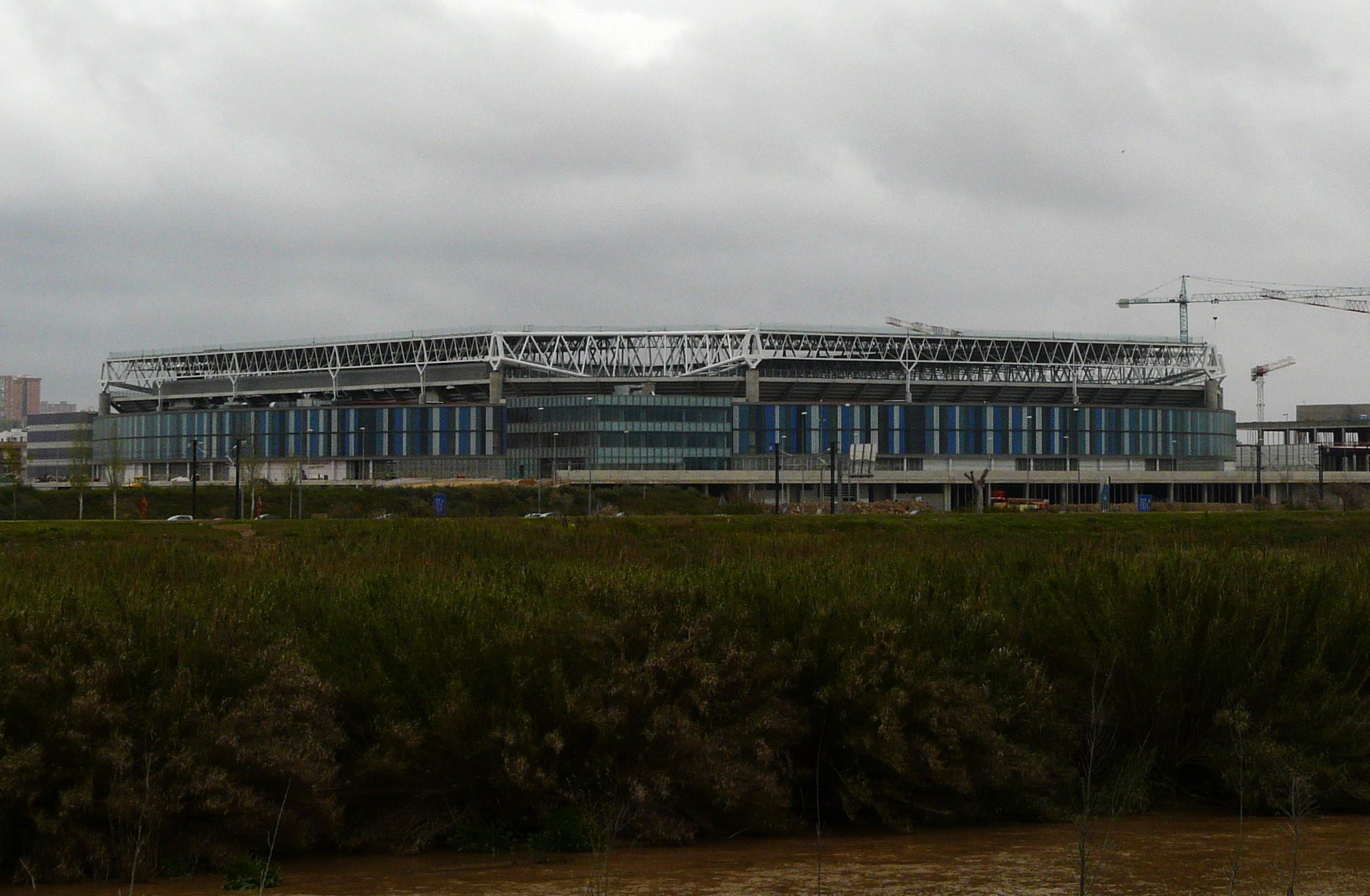
External view of the stadium
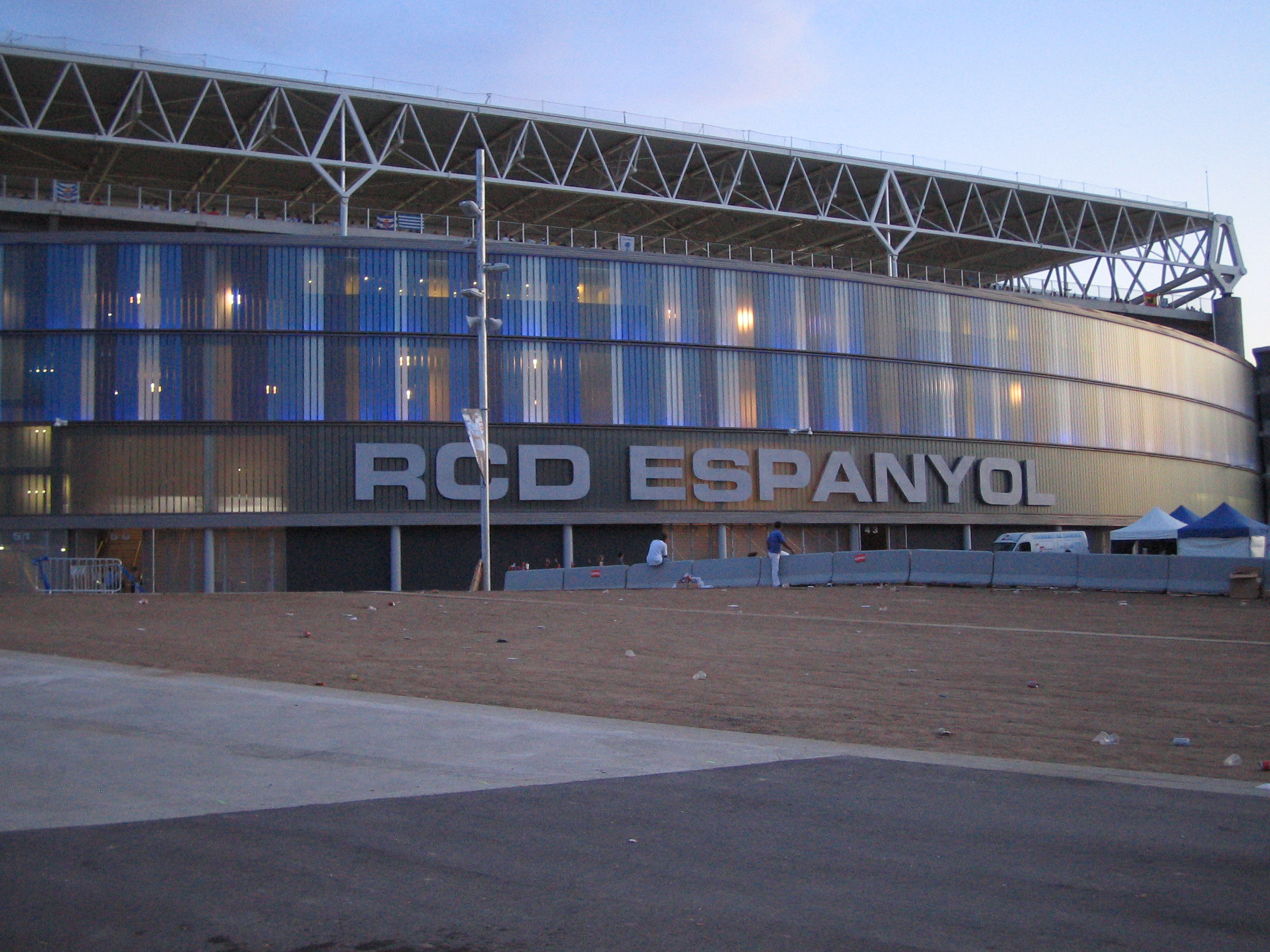
Estadi Cornellà-El Prat
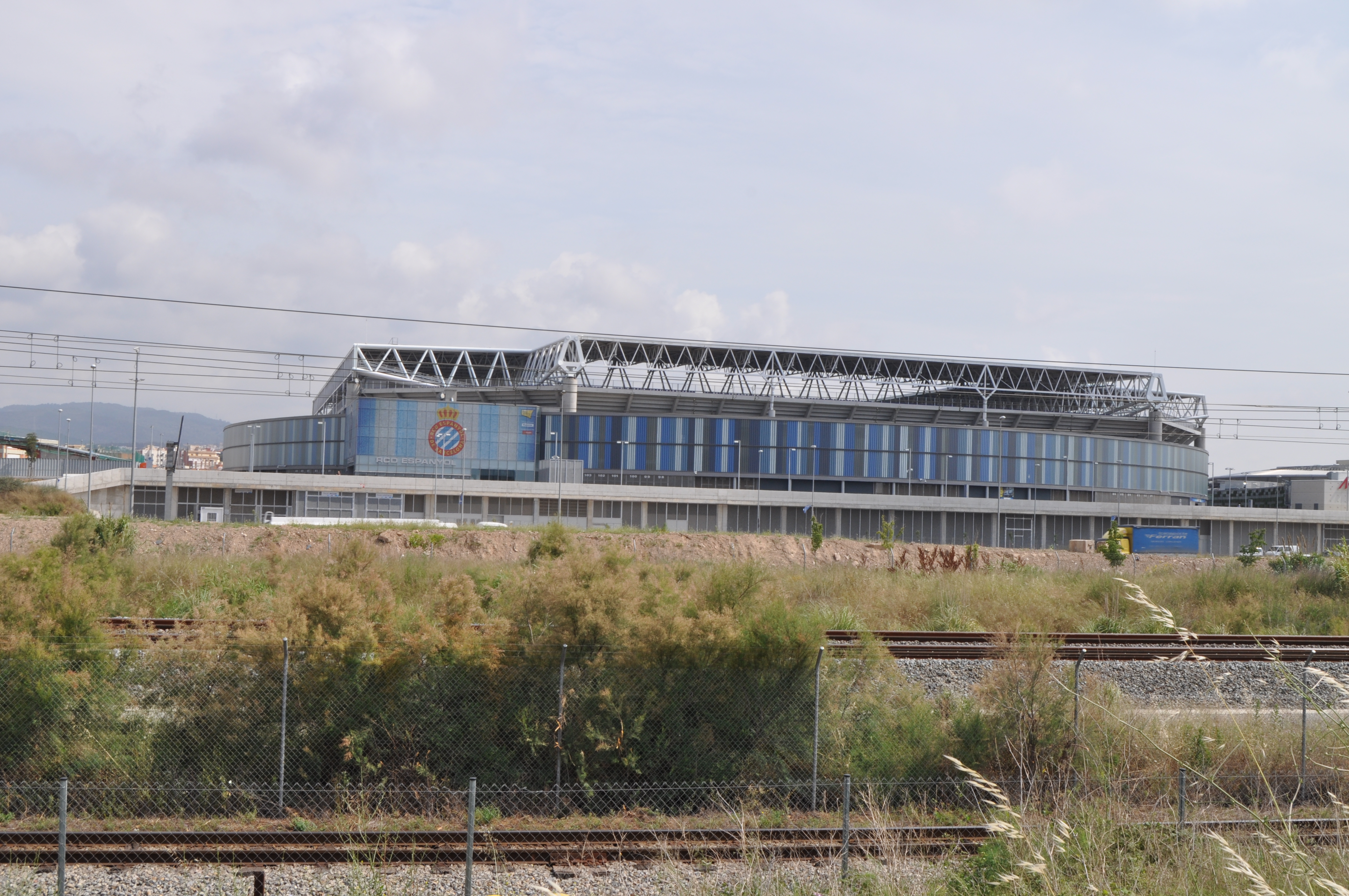
Estadi Cornellà-El Prat.